# 奥斯塔公爵广场
奥斯塔公爵广场（Piazza Duca d'Aosta）是意大利米兰一个巨大而繁忙的广场，广场上有规模宏大的米兰中央车站，皮雷利大厦等一些摩天大厦，加丽亚酒店等高级酒店，以及该市的商业区。 

## 参考

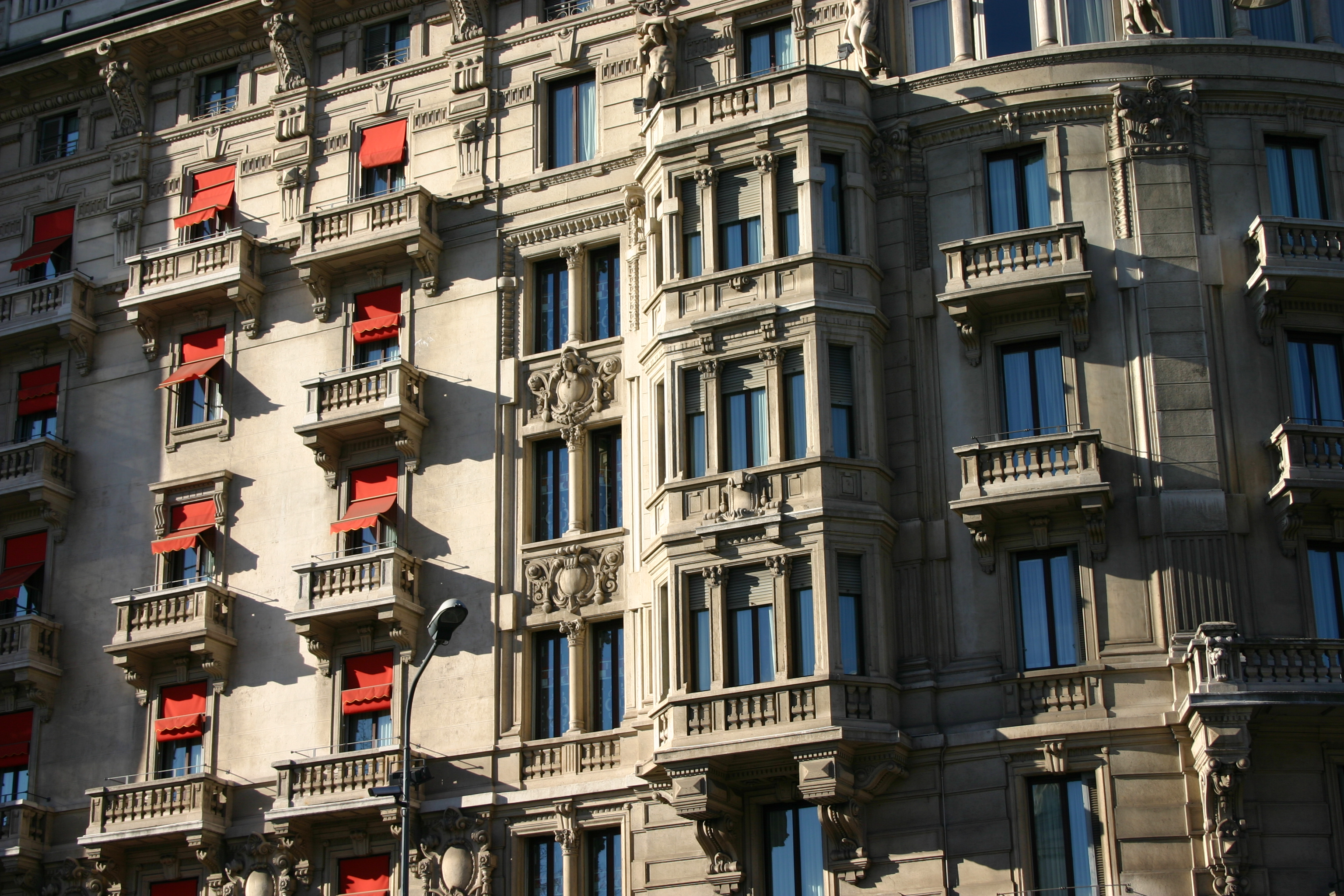
加丽亚酒店